# Viola eminii
Viola eminii (Thouars) Baill. – gatunek roślin z rodziny fiołkowatych (Violaceae). Występuje naturalnie w Afryce Subsaharyjskiej – w Demokratycznej Republice Konga, Tanzanii, Burundi, Rwandzie, Ugandzie, Kenii oraz Sudanie Południowym. 

## Morfologia
PokrójBylina dorastająca do 10–50 cm wysokości, tworzy kłącza.
LiścieBlaszka liściowa ma kształt od owalnego do podługowato lancetowatego. Mierzy 1–7 cm długości oraz 0,4–2 cm szerokości, jest niemal całobrzega, ma klinową nasadę i ostry wierzchołek. Ogonek liściowy jest nagi. Przylistki są pierzaste i osiągają 5–45 mm długości.
KwiatyPojedyncze, wyrastające z kątów pędów. Mają działki kielicha o podługowatym kształcie i dorastające do 3–5 mm długości. Płatki są odwrotnie jajowate, mają białą lub żółtą barwę oraz 12–13 mm długości, dolny płatek jest odwrotnie jajowaty, mierzy 15-19 mm długości, z purpurowymi żyłkami, posiada obłą ostrogę o długości 5-7 mm.

## Biologia i ekologia
Rośnie w lasach i zaroślach. Występuje na wysokości od 2100 do 4000 m n.p.m.